# Kabadüz, Atakum
Kabadüz là một xã thuộc quận Atakum, tỉnh Samsun, Thổ Nhĩ Kỳ. Dân số thời điểm năm 2010 là 321 người.